# Zbigniew Izdebski
Zbigniew Waldemar Izdebski (ur. 1956 w Żarach) – polski pedagog, seksuolog i nauczyciel akademicki, profesor nauk humanistycznych.

## Życiorys

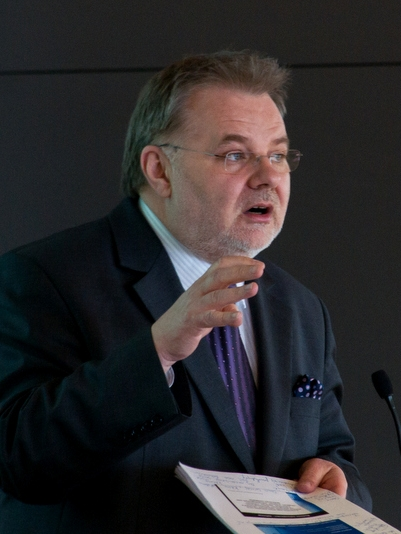
Zbigniew Izdebski na konferencji „Seksualność człowieka – wokół przemian” (2012)

Absolwent Wyższej Szkoły Pedagogicznej w Zielonej Górze. Na Wydziale Pedagogicznym Uniwersytetu Warszawskiego uzyskiwał stopnie doktora (w 1993 na podstawie pracy Zmiany w obyczajowości seksualnej młodzieży a problemy wychowania seksualnego) i doktora habilitowanego (w 2001 w oparciu o rozprawę zatytułowaną Wiedza, przekonania HIV/AIDS w społeczeństwie polskim. Zachowania seksualne). 3 lipca 2012 otrzymał tytuł profesora nauk humanistycznych.
Był pracownikiem Zakładu Biomedycznych i Psychologicznych Podstaw Edukacji Uniwersytetu Warszawskiego, kierował Podyplomowym Studium Wychowania Seksualnego na UW. Pełnił funkcję dziekana Wydziału Nauk Pedagogicznych i Społecznych oraz Wydziału Pedagogiki, Socjologii i Nauk o Zdrowiu na Uniwersytecie Zielonogórskim. Został kierownikiem Zakładu Poradnictwa i Seksuologii tej uczelni, a także pracownikiem naukowym Akademii Pedagogiki Specjalnej im. Marii Grzegorzewskiej w Warszawie (jako kierownik Zakładu Psychopedagogiki Resocjalizacyjnej) i oraz Szkoły Wyższej Psychologii Społecznej.
Autor badań stanowiących część międzynarodowego projektu badawczego Światowej Organizacji Zdrowia Evaluation of National Programme of AIDS. Projekt jest realizowany w Polsce cyklicznie co cztery lata, począwszy od 1997. Badania dotyczą zachowań seksualnych Polaków, ich wiedzy i przekonań o HIV/AIDS, zachowań zdrowotnych. Zbigniew Izdebski był przewodniczącym zarządu głównego Towarzystwa Rozwoju Rodziny w latach 1999–2003, współpracował z seksuologiem Andrzejem Jaczewskim. Był członkiem zespołu doradczego przy ministrze edukacji narodowej i sportu ds. wprowadzania przedmiotu „wiedza o życiu seksualnym człowieka”. Został stałym współpracownikiem WHO i International Planned Parenthood Federation (Międzynarodowej Federacji Planowania Rodziny) w zakresie edukacji seksualnej i profilaktyki HIV/AIDS. Uzyskał certyfikaty edukatora seksualnego, edukatora w zakresie psychospołecznych aspektów epidemii HIV/AIDS, doradcy rodzinnego oraz seksuologa. Jest autorem podręczników i książek adresowanych do młodzieży z zakresu problematyki seksualnej. W 2002 znalazł się wśród założycieli Stowarzyszenia do Walki z Dziecięcą Prostytucją i Pornografią Pro-Ecpat z siedzibą w Zielonej Górze. W 2010 jako jedyny polski naukowiec został współpracownikiem Naukowego Instytutu Kinseya do Badań nad Seksem, Płcią i Reprodukcją (Kinsey Institute for Research in Sex, Gender, and Reproduction).

## Odznaczenia i wyróżnienia
W 2011, za wybitne zasługi w pracy naukowo-badawczej, za osiągnięcia w działalności dydaktycznej i społecznej, odznaczony został Krzyżem Kawalerskim Orderu Odrodzenia Polski. W 1997 otrzymał Srebrny Krzyż Zasługi.
W 2002 wyróżniony Czerwoną Kokardką. W 2024 został uhonorowany Medalem Magnusa Hirschfelda przez niemieckie towarzystwo naukowe DGSS.

## Życie prywatne
Żonaty, ojciec dwóch córek.

## Publikacje
- Wychowawcze, etyczne i społeczne problemy zachowań seksualnych młodzieży, Zielona Góra 1992.
- Seksualizm dzieci i młodzieży w Polsce, Zielona Góra 1992.
- Zachowania prozdrowotne i seksualne w aspekcie HIV/AIDS w Polsce, Warszawa 1997.
- Kocha, lubi, szanuje. Wychowanie do życia w rodzinie (podręcznik), Warszawa 1999.
- Zachowania seksualne kobiet świadczących usługi seksualne, mężczyzn homoseksualnych i osób uzależnionych od narkotyków (red.), Zielona Góra 2000.
- Wiedza, przekonania o HIV/AIDS w społeczeństwie polskim, Warszawa 2000.
- Tajemnice inicjacji seksualnej. Zanim powiesz tak, Wałbrzych 2003.
- Seks po polsku. Zachowania seksualne jako element stylu życia Polaków, Warszawa 2003.
- Seksualność Polaków w dobie HIV/AIDS. Ryzykowna dekada. Studium porównawcze 1997–2001–2005, Zielona Góra 2006.
- Seksualność Polaków na początku XXI wieku. Studium badawcze, Kraków 2012.